# Ворлыгино
Ворлыгино — деревня в Тотемском районе Вологодской области.
Входит в состав Пятовского сельского поселения, с точки зрения административно-территориального деления — в Пятовский сельсовет.
Расстояние по автодороге до районного центра Тотьмы — 2 км, до центра муниципального образования деревни Пятовская — 1 км.
По переписи 2002 года население — 21 человек (12 мужчин, 9 женщин). Всё население — русские.